# Уильям I де Бошан из Бедфорда
Уильям I де Бошан из Бедфорда (англ. William de Beauchamp of Bedford; около 1185 — 1260) — английский землевладелец, феодальный барон Бедфорд с 1206/1207 года, кастелян Бедфордского замка в 1206/1207 — 1215 и 1224—1257 годах, главный судья суда казначейства в 1234 и 1237 годах, шериф Бедфордшира и Бакингемшира в 1235—1237, сын Симона II де Бошана и Изабеллы. Благодаря второму браку породнился с королевской семьёй.
Уильям в 1215—1217 годах принимал участие в Первой баронской войне на стороне противников короля, за что был отлучён от церкви папой римским. В результате мятежа он потерял Бедфордский замок, а в 1217 году попал в плен в битве при Линкольне. Осенью был отпущен на свободу, а Бедфордский замок был ему возвращён только в 1224 году, причём с запретом возводить защитные стены. В 1240-е — 1250 годы у Уильяма и его второй жены был серьёзный конфликт с опекаемым ими Ньюхемским монастырём.
Поскольку старший из его сыновей от второго брака умер раньше отца, оставив только дочь, то Уильям с разрешения короля в 1257 году передал свою баронию старшему из оставшихся в живых сыновей, Уильяму II.

## Происхождение
Уильям происходил из рода Бошанов из Бедфордшира. Вероятно, что их родовое прозвание, Бошан (от фр. beau champ — «красивое поле»), произошло от названия владений предков в Нормандии. В латинских источниках представители Бошанов указывались с родовым прозванием «Белло-кампо» (de Bello campo) от латинского названия фамилии (лат. campus bellus). Джон Гораций Раунд предполагал, что Бошаны происходили из Кальвадоса.
Основателем рода был Гуго де Бошан, который перебрался в Англию после нормандского завоевания, получив обширные владения, в основном, в Бедфордшире, благодаря чему он стал феодальным бароном Бедфорда. Размер владений Гуго в Бедфордшире составлял около 160 гайд, и он уже к 1086 году стал крупнейшим землевладельцем в графстве. Размер баронии составлял 45 рыцарских фьефов. Также под управлением Гуго оказался англосаксонский замок в Бедфорде, на месте которого позже была построена нормандская цитадель. Вероятно, что замок был ему пожалован Вильгельмом II Рыжим. Кроме того, Гуго де Бошан унаследовал должность шерифа.
Один из внуков Гуго, Пейн, женился около 1144 года на Рохезе де Вер, дочери Обри II де Вера, камергера королевского двора, вдове Жоффруа де Мандевиля, 1-го графа Эссекса. Благодаря этому браку возник союз, в результате которого Бошаны поддерживали Мандевилей. Сыном Пейна и Рохезы был Симон II де Бошан, который около 50 лет (в том числе 10 лет под регентством матери) управлял Бедфордом. Он женился на Изабелле, происхождение которой неизвестно; в этом браке родилось несколько сыновей, старшим из которых был Уильям I.

## Биография
Уильям родился около 1185 года. В 1206 или 1207 году умер его отец, после чего юноша унаследовал все его владения и титул барона Бедфорда. Для вступления в наследство Уильяму пришлось отдать 6 лошадей и выплатить 600 марок, часть из которых оплатили его мать и брат первой жены, Гунноры де Ланвалле, которая была дочерью Уильяма де Ланвалле из Уокерна (Хартфордшир). Позже, когда король Иоанн Безземельный для военного похода потребовал от него выставить 45 рыцарей, тот согласился послать только 36. Судя по всему, Уильям участвовал в ирландском походе 1210 года и военной экспедиции в Пуату 1214 года, поскольку был освобождён от щитового налога за них.
В 1215 году Уильям присоединился к баронской оппозиции королю Иоанну. В этом году он участвовал в собрании баронов в Стэмфорде и принимал лидеров баронов в Бедфорде. В результате он оказался в числе мятежников, отлучённых папой Иннокентием III от церкви. В декабре 1215 года замок Бедфорд был захвачен Фульком де Броте, хотя Бошан и продолжал контролировать свою баронию. 20 мая 1217 года Уильям участвовал на стороне мятежников в битве при Линкольне, во время которой попал в плен к регенту Англии Уильяму Маршалу, но осенью был помилован и отпущен на свободу по условиям Ламбертского мира, положившего конец Первой баронской войне.
Хотя владения и были возвращены Уильяму, замок Бедфорд остался под контролем Фулька де Броте. В 1218 году Бошан участвовал в осаде замка Ньюарк, который был вновь возвращён короне. После этого он потребовал, чтобы ему был возвращён замок Бедфорд на том основании, что должность кастеляна была наследственной в роду Бошанов. Броте же утверждал, что замок был пожалован ему королём Иоанном. После рассмотрения жалобы регентский совет в 1224 году потребовал от Фулька сдать замок. Когда тот отказался это сделать, замок был взят королевской армией и частично сожжён. 20 августа Бедфорд был возвращён Уильяму при условии, что тот не будет его укреплять, а все жилые дома будут построены снаружи замка.
После смерти первой жены Уильям женился вторично — на Иде Лонгеспе, дочери Уильяма де Лонгеспе, 3-го графа Солсбери. Таким образом он породнился с королевской семьёй.
Во время восстания Ричарда Маршала в 1233 году Уильям в составе королевской армии попал в засаду около замка Гросмонт и был вынужден бежать. В 1234 году Бошан получил назначение главного судьи суда казначейства, в 1237 году был вновь назначен на эту должность. Кроме того, в это же время он получил должность шерифа Бедфордшира и Бакингемшира. Во время коронации в 1236 году Элеоноры Прованской, жены Генриха III, Уильям исполнял обязанности альмонария
Вместе со второй женой у Уильяма в 1240-е — 1250 годы произошёл серьёзный конфликт с опекаемым ими Ньюхемским монастырём. Начался он в 1247 году, когда умер настоятель. Монахи избрали нового без одобрения Уильяма Бошана, находившегося в это время за пределами Англии. Недовольная этим Ида и её сенешаль опустошили монастырские земли. При этом Уильям утверждал, что они имеют право опеки над монастырскими землями в то время, когда пост настоятеля вакантен. Конфликт закончился только в 1254 году. «Анналы Данстейбла» рассказывают, что Бошан и Ида угрозами заставили избранного настоятеля покинуть пределы монастыря, после чего Уильям взял его за руку, отвёл в церковь и лично утвердил на должности. Также на Уильяма жаловался аббат Уорденского аббатства. При этом другие хроники сообщают, что Бошан делал щедрые пожертвования церкви.
Старший сын Уильяма и Иды, Симон, умер в 1256 году в Гаскони. В 1257 году Бошан получил королевское дозволение передать свою баронию старшему из оставшихся в живых сыновей, Уильяму II. Сам он умер в 1260 году.

## Брак и дети
1-я жена: с 1207 Гуннора де Ланвалле (умерла до 1220), вероятно, дочь Уильяма I де Ланвалле и Гунноры де Сен-Клер. Дети:
- Джон де Бошан (умер до 1232)[16].

2-я жена: с около 1220 Ида Лонжеспе (Лонгспе) (после 1206 — после 1260), дочь Уильяма де Лонжеспе, 3-го графа Солсбери, и Элы, графини Солсбери, вдова Ральфа II де Сомери, барон Дадли. Дети:
- Симон III де Бошан (умер в 1256)[12][16].
- Уильям II де Бошан (умер в августе 1262), феодальный барон Бедфорд с 1257[12][16].
- Джон де Бошан из Бедфорда (после 1241 — 4 августа 1265), феодальный барон Бедфорд с 1262[16].
- Матильда де Бошан (умерла до апреля 1273); 1-й муж: Роджер II де Моубрей (умер около ноября 1266), феодальный барон Моубрей с 1228/1230; 2-й муж: Роджер Ле Стрейндж (умер в 1311)[16].
- Беатриса де Бошан (умерла до 30 сентября 1285); 1-й муж: до 1263 Томас Фиц-Отес из Мендлшема (умер до 23 марта 1274); 2-й муж: до июня 1278 Уильям II де Муншенси (1229/1230 —27 апреля/14 мая 1302)[16].
- Эла де Бошан (умерла 10 января 1267); муж: Болдуин Уэйк (1237/1238 — до 10 февраля 1282)[16].